# Antisémitisme en URSS

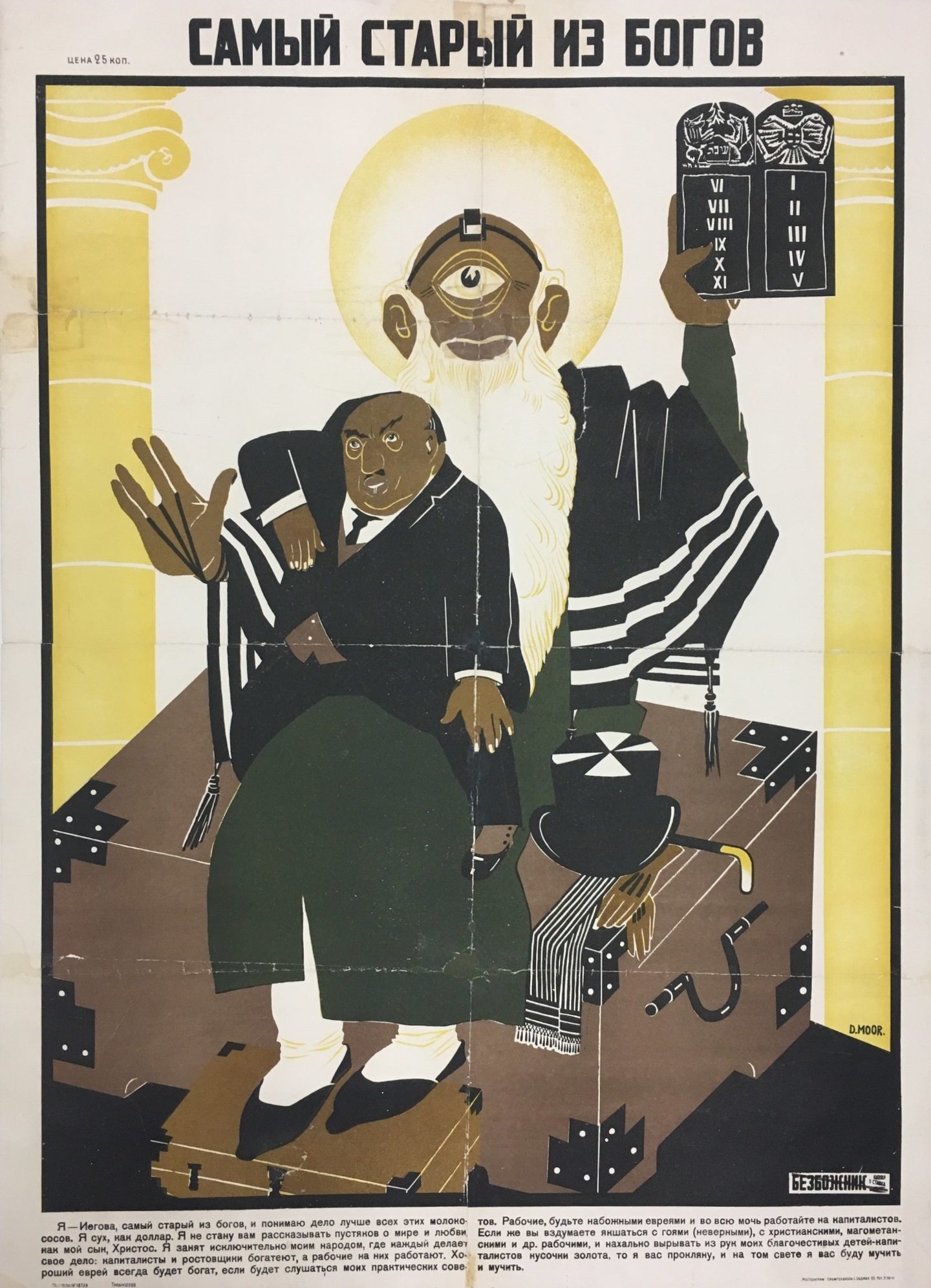
Affiche caricaturale antisémite titrée « Le plus ancien des dieux » (1923).

L'expression antisémitisme en URSS peut désigner, selon les points de vue, soit une manifestation xénophobe (représentation négative, hostilité, fondée sur des préjugés religieux ou de classe) à l'égard des Juifs en URSS, soit l'ambiguité de la politique de l'État soviétique à l'égard des Juifs. Dans le premier cas, il s'agit d'une résurgence en URSS de l'antisémitisme traditionnel russe ou autre, qui a pu apparaître dans de nombreuses sphères, depuis le domaine de la vie de tous les jours, jusqu'à celui de la politique générale de l'État soviétique. Dans le second cas, c'est l'approche communiste officielle elle-même qui est considérée comme antisémite. Selon cette approche, l'antisémitisme était considéré comme un héritage négatif du chauvinisme de l'Empire russe, mais en même temps, le judaïsme est une religion donc une forme d'« aliénation », et l'identité ethnique juive est, comme les autres, une forme de « nationalisme bourgeois ».
Pendant la Seconde Guerre mondiale, une attitude soviétique positive à l'égard des Juifs aidait à conserver l'image de l'URSS comme principale combattante de la lutte contre le nazisme. Jusqu'en 1949, valoriser la communauté juive soviétique et ses liens avec la cause d'Israël, représentait pour l'État soviétique une forme parmi d'autres de « fraternité anti-impérialiste avec les peuples en lutte contre le colonialisme capitaliste » (en l'occurrence, britannique). Mais après que les États-Unis sont devenus le principal allié de l'État d'Israël, l'URSS fit volte-face et, sous couvert d'anti-sionisme, recycla de vieux préjugés antisémites présents dans le pays. L'antisémitisme comme politique de l'État prit naissance à la fin des années 1930, pendant la période d'installation de la terreur stalinienne et atteignit son apogée à la fin des années 1940, début des années 1950.

## Différence entre totalitarismes d'État soviétique et nazi
Dans ses études sur l'origine du totalitarisme, Hannah Arendt écrit qu'à la différence de la « terreur brune » du nazisme, la « terreur rouge » du bolchévisme ne visait pas prioritairement et obsessionnellement les Juifs, mais les « ennemis de classe » au sens large, quelles que fussent leurs origines, identités et religions. Si des Juifs furent aussi frappés en URSS et dans les pays satellites, c'est davantage en raison de leur appartenance de classe (« bourgeoise ») qu'en raison de leur identité juive (la législation reconnaissant les Juifs comme l'un des groupes ethniques d'Union soviétique). Toutefois, l'expression de cette identité, si elle sortait du cadre idéologique du régime, pouvait les placer dans les catégories honnies du « nationalisme bourgeois » (cas du sionisme) ou du prosélytisme religieux (cas de certains rabbins ou des communautés hassidiques). L'arbitraire de la terreur rouge ne tenait pas compte de différences « raciales », poursuit Hannah Arendt. Les anciennes classes sociales sont censées avoir disparu grâce à la victoire du prolétariat, mais une nouvelle classe dirigeante est en train de se former et la police politique (NKVD) en fait partie : n'importe qui peut devenir victime de la terreur qu'elle exerce pour justifier son utilité, ses avantages, et ses pouvoirs arbitraires qui président au choix de ses victimes, le plus souvent innocentes et choisies indépendamment de ce qu'elles ont pu être, faire ou ne pas faire contre le régime. Ce fut aussi le cas en Allemagne nazie, à ceci près qu'en Allemagne, le régime ciblait, outre ses opposants politiques réels ou supposés, des catégories de « nuisibles » ou d'« inutiles » à exterminer en priorité : Juifs, Roms, homosexuels, handicapés...

## Antécédents
Dans l'Empire russe les Juifs formaient une minorité nationale opprimée et l'antisémitisme était intégré dans la politique officielle de l'État impérial ; très peu de familles, fortunées et/ou cultivées, parvenaient à échapper à cette condition. La discrimination et les pogroms conduisirent une proportion importante de jeunes Juifs laïques (notamment parmi les membres du Bund) à soutenir la révolution de Février 1917 puis la prise du pouvoir par les bolcheviks dans l'espoir de faire abolir les discriminations. Effectivement la révolution de Février promulgua des droits égaux pour tous les citoyens russes, Juifs compris. Mais la guerre civile russe (1917-1923) livra à nouveau les Juifs aux pogroms commis par les armées blanches ou par des populations affamées par les réquisitions et auxquelles les Juifs furent désignés comme boucs émissaires durant la « terreur blanche ».
Dans ce contexte, le 25 juillet 1918, le président du Soviet des commissaires du peuple de la République socialiste fédérative soviétique de Russie (RSFSR), Vladimir Ilitch Lénine signa le décret du Soviet des commissaires du peuple dit « De la lutte contre l'antisémitisme et les pogroms ». Le 27 juillet il fut publié dans le journal Pravda. En mars 1919 Lénine prononça aussi un discours sur les pogroms et la persécution des Juifs».
Discours de Lénine publié :
« 
On appelle antisémitisme la propagation de la haine à l'égard des juifs. Quand la monarchie tsariste maudite vivait ses derniers jours elle tenta de monter les ouvriers et les paysans ignorants contre les Juifs. La police tsariste alliée aux propriétaires fonciers et aux capitalistes organisa des pogroms contre les juifs. La haine des ouvriers pauvres et des propriétaires fonciers et des capitalistes s'exerça contre les Juifs. Et dans d'autres pays il n'est pas rare de voir que les capitalistes sont ennemis des Juifs pour empêcher les ouvriers de voir, pour détourner leur regard de l'ennemi actuel des travailleurs, le capital. La haine à l'égard des Juifs se maintient surtout là où le joug des propriétaires et des capitalistes a réussi à obscurcir les idées des travailleurs et des paysans.
Seuls des gens ignorants, abrutis peuvent croire aux mensonges et aux calomnies répandus à propos des Juifs. Ce sont les restes d'époques féodales antérieures, quand les popes obligeaient de brûler les hérétiques sur des buchers, quand existait l'esclavage des paysans, quand le peuple était opprimé et silencieux. Cette ancienne obscurité féodale disparaît. Le peuple commence à voir clair.
Ce ne sont pas les Juifs les ennemis des travailleurs. Les ennemis des travailleurs ce sont les capitalistes de tous les pays. Parmi les Juifs, il y a des ouvriers, des travailleurs, c'est même le cas de la plupart d'entre eux. Ils sont nos frères parce qu'ils sont opprimés par le capital, nos camarades dans la lutte pour le socialisme. Il y a parmi eux des koulaki (paysans enrichis), des exploiteurs, des capitalistes : de même que parmi les russes, de même que dans toutes les nations. Les capitalistes essayent de semer la haine et d'embraser les esprits entre des travailleurs de différentes croyances, de différentes nations, de différentes races. Le capital avec sa force et son pouvoir veille sur les dissensions des travailleurs. Il y a des Juifs riches comme il y a des Russes riches, comme il y en a dans tout pays, tous ensemble ces riches étouffent, oppressent, volent et désunissent les travailleurs.
Honte au tsarisme maudit et à ceux qui tourmentent et persécutent les Juifs. Honte à ceux qui fomentent la haine contre les Juifs, et contre les autres nations. »
Vive la confiance fraternelle et l'alliance militaire des travailleurs de toutes les nations dans la lutte pour le renversement du capitalisme ! »

## Premières années post-révolutionnaires
En 1920 une campagne de lutte contre l'antisémitisme fut menée en URSS. Des publications d'articles dans des revues et journaux constituèrent l'essentiel de ces campagnes. Ainsi dans le quotidien Komsomolskaïa Pravda, dans les revues Jeune garde, Krokodil, etc. Les plus grands écrivains et poètes de cette époque prirent part à cette campagne : Maxime Gorki, Vladimir Maïakovski, Nikolaï Asseïev et d'autres encore...
Mais dès le milieu des années 1920, selon Jacob Bassin, « apparut un double morale chez les bolchéviques : d'une part ils affichaient publiquement leur thèse en faveur de l'internationalisme prolétarien et leur opposition à la mentalité antisémite, mais d'autre part derrière la scène publique ils jouaient le jeu de ce qui devint la politique officielle dans les années qui suivirent, à savoir la politique dite des « cadres nationaux ». En fait, cette politique proclamait la victoire d'un chauvinisme de grande puissance et à l'égard des juifs – celle d’un antisémitisme d'État.».
L'historienne Inna Gérassimova écrit à ce propos que le pouvoir soviétique tendait vers une entière assimilation culturelle des Juifs et que la lutte contre le judaïsme et contre l'hébreu fut élevée au rang d'une politique nationale.
Le mécontentement des villageois profita toutefois aux colons juifs qui se virent octroyer des terres en Crimée, en Ukraine et en Extrême-Orient.
Jacob Bassin rappelle aussi les pogroms dans les magasins juifs de Moguilev en 1928, organisés sous prétexte d'évitement du service militaire pour les Juifs dans l'Armée rouge.
Selon Liliane Longuine avant la Seconde Guerre mondiale, l'antisémitisme en URSS consistait en une habitude mentale chez les gens simples, ou même chez les gens instruits, à une époque où il n'existait aucune idéologie antisémite : « On pouvait dire, si tu entendais des cris antisémites dans la rue qu'il s'agissait d'une arrestation par des civils pour emmener quelqu'un à la police ». Et nous savions que la milice prendrait parti contre les Juifs. »

## La question juive dans la lutte entre les partis
Les premiers événement qui ont déclenché des accusations d'antisémitisme utilisé à des fins politiques en URSS, sont liés à la lutte contre l'Opposition menée par Trotsky et Zinoviev. 
Ces accusations se basent sur le fait que la répression des années 1936—1939 frappa un nombre significatif de Juifs. 
Cependant, il n'y a pas de preuves évidentes qu'à cette époque la répression contre les Juifs ait été un choix à l'échelle nationale.
Trotsky, quant à lui, affirma, à propos du caractère antisémite des procès de Moscou, qu'il fallait être attentif au fait qu'il y avait un grand nombre de Juifs parmi les accusés et que, de ce fait, dans la presse, outre les pseudonymes des membres du parti le véritable nom juif des accusés était dévoilé pour la première fois, ce qui ne manquait pas d'étonner. À la fin 1930, dans l'entourage proche de Staline il ne restait que deux Juifs : Lazare Kaganovitch et Lev Mekhlis.
L'historien Génadi Kostyrtchenko dans son livre Politique secrète de Staline : pouvoir et antisémitisme expose que le pouvoir ne mena pas de politique antisémite jusqu'à la fin des années 1930 : la culture juive et le nationalisme étaient considérés au même niveau que les autres cultures et mouvements et que le pourcentage de Juifs dans les processus répressifs des années 1937 et 1938, n'était pas plus élevé que celui d'autres nationalités. Il fait valoir que depuis la fin des années 1930, c'est l'antisémitisme personnel de Staline qui est devenu évident dans la politique de l'État, et c'était une politique antisémite.

## La question juive par rapport à l'Allemagne
La politique de l'URSS par rapport à l'Allemagne en 1939—1941 est souvent donnée comme prétexte à l'accusation d'antisémitisme. Cela est basé sur le fait de la démission de Maxime Litvinov, qui était juif, de son poste de commissaire du Peuple aux Affaires étrangères, en mai 1939. Son remplacement par Molotov amena le NKVD à faire un « nettoyage racial », qui déclara à ses collaborateurs : « Nous mettons fin pour toujours à la synagogue ici ».
Revenu de Moscou, Ribbentrop informa Hitler, des opinions de Staline qui souhaitait discuter avec lui de la solution au problème «l'emprise juive», surtout parmi les intellectuels. La liste des Juifs-communistes, s'étant enfuis d'Allemagne fut donnée au Troisième Reich. Une proposition des Allemands de déplacer les Juifs allemands au Birobidjan et en Ukraine fut toutefois rejetée par Staline en février 1940,.

## L'antisémitisme durant la Seconde Guerre mondiale
« 
Le journal Le Soir de Moscou signala le 6 février 1941, qu'un bloc de glace était tombé de la toiture du bâtiment "B" no 2/14 de la rue Briousov. Le citoyen Abramovitch qui sortait de chez lui fut tué par la chute de ce bloc. Apprenant la nouvelle les Moscovites maugréaient : « le nombre de Juifs s'est tellement multiplié dans la capitale que les blocs de glace n'ont plus de place pour tomber ! »  | Signé = М. I. Vostrychef "Moscou sous Staline. Grande chronique illustrée" / 1941
 »
Après l'opération Barbarossa en juin 1941 l'antisémitisme en URSS se manifesta de différentes manières :
- Pogroms en Russie et massacres de Juifs, collaboration dans les territoires occupés, dénonciation de Juifs cachés aux Allemands.
- Aide donnée aux nazis pour retrouver les juifs parmi les prisonniers de guerre[24].
- Refus d'accueillir les Juifs dans les rangs des partisans et expulsion de ceux qui parvenaient à fuir les ghettos, se moquant d'eux ou même les tuant comme de prétendus espions allemands[25],[26],[27],[28].
- Diffusion dans les territoires non occupés de rumeurs suivant lesquelles les Juifs ne se battent pas, qu'ils ne vont pas au front, qu'ils s'installent à l'arrière, qu'ils ne s'occupent que de ravitaillement, etc.[29],[30],[31],[32].
- Refus d'avancement dans l'armée, refus de décorations, de promotion, etc.[33],[34],[35],[36]

L'idée se répandit suivant laquelle les Juifs évitaient le service militaire en général et les unités combattantes en particulier. Par exemple, Alexandre Soljenitsyne dans son livre « Deux siècles ensemble » écrit:
« En attendant, le soldat ordinaire, cherche à avoir le front derrière lui. Il a compris, et c'est compréhensible pour tous ceux qui ont participé à la guerre qu'il y avait un 2e et un 3e rang derrière le front : le personnel de l'arrière, l'intendance, le personnel médical, les nombreux techniciens de l'arrière, et bien entendu le personnel administratif, les clercs, et toute la machine de propagande de l'armée, en ce compris les ensembles de musique et de danse, la brigade des artistes du front. Tout le monde trouvait cela évident : 
oui il y avait là plus de Juifs qu'au front »
L'expression ironique suivant laquelle les Juifs se battaient au centre de l'Asie : sur le « front de Tachkent », se répandit et signifiait qu'ils avaient été évacués loin derrière le front,. Cependant la plupart des sources, en ce compris les statistiques officielles démentent cette opinion. L'historien Marc Steinberg par exemple note que 20 % des Juifs des régions non occupées servaient dans l'armée et il avance des chiffres sur ceux qui ne sont pas revenus de la guerre : si, en moyenne ils représentaient 25 %, le pourcentage des pertes dans leur rang s'élève à 40 %. Suivant Steinberg, on ne pouvait certainement pas dire que les Juifs servaient à l'arrière et non au front. Aron Snele signale que « la proportion de Juifs volontaires était la plus élevée parmi les peuples de l'URSS » (27 %). Parmi les Juifs au combat, le pourcentage de ceux qui furent tués ou moururent à la suite des blessures subies s'élève à 77,6 % des soldats et des sergents et de 22,4 % des lieutenants. Selon Valéria Kajdaia cela prouve bien que les Juifs moururent non à l'arrière et en petit nombre, mais bien à l'avant, au front.

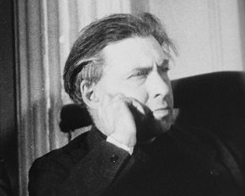
Ilya Ehrenbourg 1943

À propos de l'ambiance antisémite qui régnait en mars 1943, Ilya Ehrenbourg écrit indigné :
« 
Vous tous bien sûr, vous avez entendu parler des Juifs que l'on ne voyait jamais au front. Beaucoup de ceux-ci qui combattaient ne ressentaient pas vraiment à ce moment qu'ils étaient Juifs. Ils le ressentaient plutôt quand ils recevaient une lettre de proches ou de ceux qui avaient été évacués à l'arrière dans laquelle s'exprimait cette idée confuse et répandue suivant laquelle les Juifs ne se battaient pas au front. Il relit cette lettre à l'abri d'un bunker ou des tranchées et se met à craindre, non pour lui, mais pour les siens, qui doivent supporter des insultes et des outrages injustes.
 »
Un problème encore plus sérieux se pose pour les historiens dans les territoires occupés par les Allemands. L'antisémitisme s'y développait fortement, et dans les rangs des partisans et dans les postes de commandement centraux,. L'historien David Meltser cite cette information suivant laquelle « Moscou envoya au début du mois de novembre 1942 un télégramme, dont Staline avait connaissance, et qui enjoignait aux organes clandestins du parti et aux commandants de formations de résistants de refuser d'accepter dans leur rang des Juifs qui s'étaient échappés des mains de l'occupant allemand». L'existence de tels ordres est confirmée par d'autres historiens. Il faut encore bien comprendre que des ordres de ce genre, interdisant l'entrée des Juifs dans les rangs des partisans, signifiaient presque la mort assurée pour les Juifs, Dans une note adressée aux dirigeants clandestins régionaux il est signalé : «…Les détachements de partisans ne viennent pas en aide aux Juifs ; ils n'acceptent la jeunesse juive qu'à contrecœur dans leurs rangs. Il y eut des cas tels que celui où, alors que les résistants du détachement N. N. Bogatyref avaient reçu des armes des Juifs, ils les leur rendirent tant était grand l'antisémitisme parmi eux.…» «…Seuls quelques détachements de partisans acceptent les Juifs, d'autres les fusillent ou plus simplement les chassent. Ainsi à Grozny on les accepte, à Zatov aussi, ailleurs non…». Dans l'ordre de la direction du mouvement des partisans du 2 avril 1944 il est écrit : «…il y eut des cas établis de terreur à l'encontre des partisans juifs qui trouva son expression dans des passages à tabac, des désarmements injustifiés, des privations de nourriture, de vêtements et des munitions».
L'antisémitisme dans les territoires occupés était d'un tel niveau que le chef des clandestins de Moguilev, Casimir Oulianovitch Mette écrivit :
« Compte tenu de l'état d'esprit de la population, il était impossible par des actions de propagande ouverte et directe de protéger les Juifs. Celle-ci pouvait entraîner une attitude négative à l'égard des tracts, même chez les nôtres, des soviétiques ou chez des personnes qui nous étaient proches. »
Les historiens remarquent qu'il existait des instructions tacites et directes destinées à réduire le nombre de décorations et de promotions des Juifs.
Ainsi le chef de la direction politique de l'Armée rouge le général-colonel Alexandre Scherbakov, émit au début de l'année 1943 cette directive : « Décorer les représentants de toutes les nationalités, mais limiter celles attribuées aux Juifs »,. 
Une série de héros juifs de l'Union soviétique fut décorée, dans les décennies qui ont suivi la guerre, parfois quand ils n'étaient même plus en vie (Isaïe Kazinets, Lev Manévitch, Chika Kordonskiï), et pour beaucoup, bien qu'ils aient été proposés plusieurs fois au titre de héros ils ne furent pas nommés (Eugène Volianskiï, Isaak Preysaysen, Veniamin Mindlin, Simon Fichelson et d'autres encore, en tout 49 personnes). Cinq fois Eugène Vorochilof (Eugène Finkelstein) fut présenté au titre de héros de l'Union soviétique. Après la guerre il devint Héros du travail socialiste. Selon plusieurs sources, la plupart des Juifs ne furent pas honorés de prix et décorations, malgré le fait que pour des exploits similaires les membres d'autres nationalités l'étaient. Toutefois, Aron Schneer écrit que des exploits méritant des décorations il y en avait régulièrement, mais que « l'échec pour les obtenir se produisait le plus souvent dans les couloirs du pouvoir à Moscou», où se décidait finalement l'obtention ou le refus de délivrer des décorations.
L'historien Joseph Kremenetskiï écrivait à ce propos :
« 
En analysant le rôle et la participation des Juifs à cette guerre, on ne peut s'empêcher de penser que les Juifs devaient se battre contre des ennemis visibles, les fascistes hitlériens, mais aussi contre d'invisibles ennemis et clairement ressentis comme tels : les antisémites qui étaient présents dans les territoires non occupés  »
En 1943—1944 fut publiée une série d'instructions secrètes, en vue de régulariser le pourcentage de représentants de différentes nationalités dans les postes de directions. Une réunion élargie organisée par Staline à l'automne 1944 joua un rôle clef à cet égard. Dans son discours d'ouverture Staline lui-même appela à « plus de prudence » dans la nomination des Juifs.
Gueorgui Malenkov, pour sa part, appela à la « vigilance » concernant le personnel juif. Après la réunion circula une directive signée par Malenkov (la « directive Malenkov »), qui dressait la liste des emplois où il ne convenait pas de nommer les Juifs,.
Il existe des preuves directes et recensées que les nominations étaient liées à la nationalité.
En 1944—1945, lors de la libération des territoires de l'Ukraine des Allemands, se produisirent des pogroms. Le point culminant de la vague de ceux-ci se produisit à Kiev le 7 septembre 1945, quand 100 Juifs furent sauvagement battus, dont 37 durent être hospitalisés et cinq moururent des suites des coups reçus.

## L'antisémitisme dans les années d'après-guerre
Lors du banquet en l'honneur de la Victoire le 24 mai 1945, Staline porta un toast « au peuple russe ! », traitant ainsi le peuple russe de manière différente parmi les autres peuples de l'URSS et le considérant comme la «force motrice de l'Union soviétique». À partir de ce moment, selon l'opinion des historiens, commença la croissance du chauvinisme grand-russe, accompagné d'antisémitisme.
Dans beaucoup de régions, en particulier l'Ukraine, les pouvoirs locaux entravèrent le retour des Juifs dans leurs appartements et à leur travail. À partir de l'automne 1946 se développa un antijudaïsme radical.
En particulier, le Conseil des affaires religieuses fut chargé de limiter la « justice » et la solidarité juive (Tsedaka), de faire campagne contre les «sentiments nationalistes» et les coutumes, comme la cuisson Matza, l'abattage Shehita, et de supprimer les services funèbres juifs
Durant la même période, l'antisémitisme se développa aussi, du fait que la faim et la mauvaise récolte de 1946 avaient amenés les organismes de bienfaisance Juifs étrangers à envoyer aux Juifs soviétiques des colis de nourriture et des vêtements.

### AffaireNadejda Allilouïeva-Stalineet assassinat deSolomon Mikhoels
Parmi les actions anti-juives de Staline la plus connue est la fusillade du Comité antifasciste juif (ЕАК). Déjà en juin 1946 le chef de ce Comité Solomon Losovski, fut accusé, par le Comité central, d'avoir rassemblé de manière inadmissible trop de Juifs au sein de l'agence de presse Sovinformburo. À la fin de l'année 1947 Staline décida de liquider le Comité antifasciste juif et fit procéder à des arrestations massives au sein des élites culturelles et politiques juives. Son ministre Viktor Abakoumov, connaissant le renforcement des sentiments antisémites de Staline et sa haine pour la famille de sa femme Nadejda Allilouïeva-Staline, après le suicide de celle-ci, inventa un scénario de complot américano-sioniste, dirigé soi-disant contre Staline et sa famille. Le chef du complot était soi-disant Isaak Goldshtein, ami de la famille de Nadejad Allilouëva.
À la fin de 1947 au début 1948 des membres de la famille de N.Allilouïeva et leurs proches furent arrêtés, parmi ceux-ci le philologue Zakhar Grinberg, son adjoint Solomon Mikhoels du comité antifasciste juif. Selon la version du ministère de la défense, la direction du comité anti-fasciste juif à travers Goldstein et Grinberg recueillait des informations sur Staline et sa famille sur demande des américains. Le 27 décembre 1947 Staline donna l'ordre d'organiser l'assassinat de Solomon Mikhoels

### Création de l'État d'Israël
Le développement ultérieur de la campagne antisémite fut suspendu en raison des événements au Moyen-Orient (la lutte pour la création de l'État d'Israël). L'URSS soutint activement l'idée du plan de partage de la Palestine, espérant trouver avec Israël un pays satellite soviétique dans la région. L'URSS fut un des premiers États à reconnaître Israël. Les armes tchèques et allemandes fournies par la Tchécoslovaquie jouèrent un rôle capital durant la guerre d'indépendance avec l'aval de Staline, malgré l'embargo.

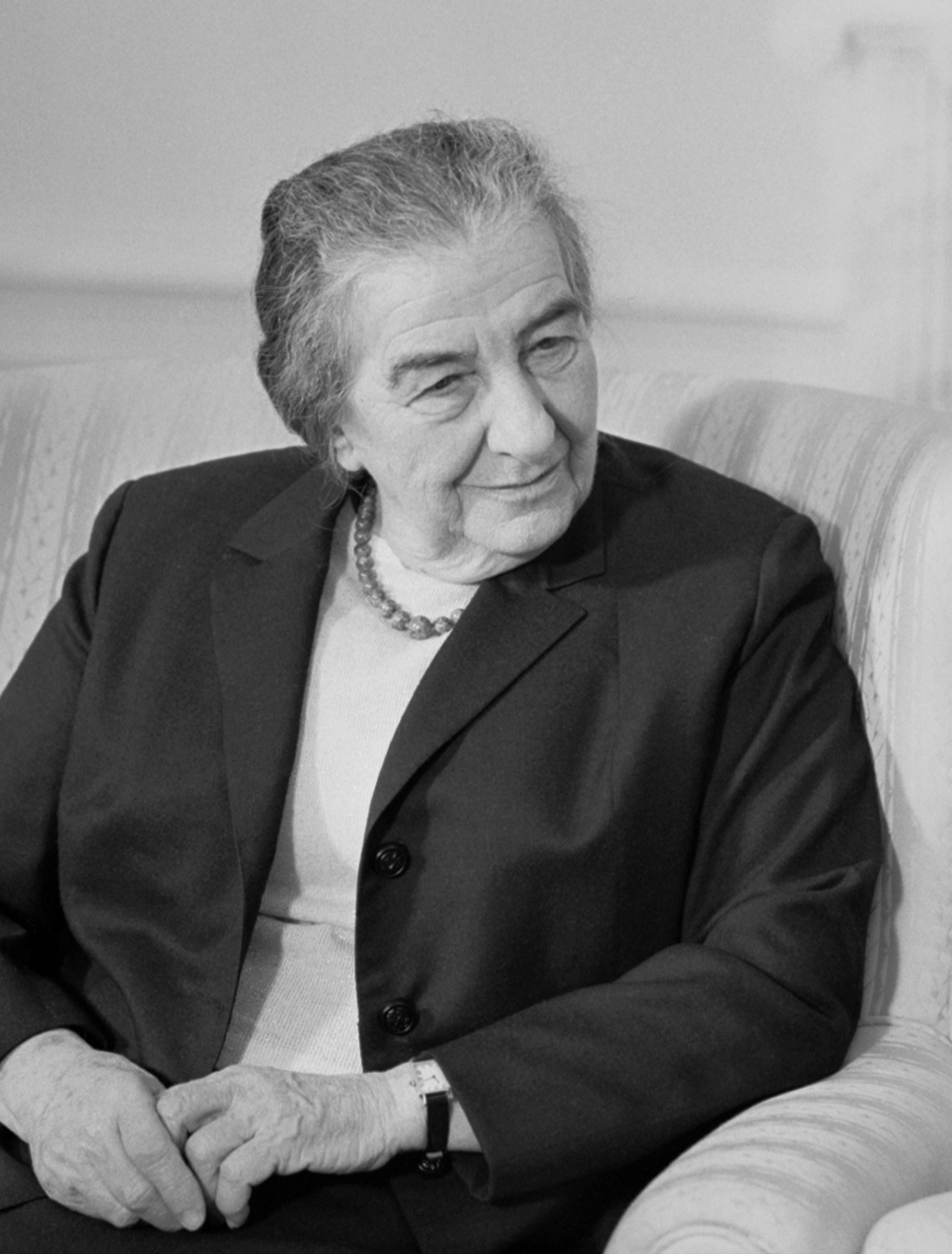
Golda Meir

Cependant il apparut rapidement qu'Israël n'était pas prêt à suivre la politique soviétique et qu'il essayait de louvoyer entre l'URSS et les États-Unis. En même temps la guerre israélo-arabe de 1948-1949, déclencha une vague de sentiment pro-Israël parmi les juifs soviétiques. Ce fut le facteur qui provoqua un nouveau cycle de politique antisémite.
Du côté des Juifs soviétiques, c'est avec enthousiasme que fut accueillie au début d'octobre 1948, l'arrivée de Golda Meir comme ambassadrice d'Israël en URSS.

### Écrasement du Comité antifasciste juif et «lutte contre le Cosmopolitisme»
Le 20 novembre 1948, le Politburo du parti et le Conseil des ministres prirent des mesures concernant le comité antifasciste juif : le ministère de la Défense décida de « dissoudre sans tarder le comité antifasciste juif, du fait que les faits attestaient que ce comité apparaissait comme le centre de la propagande antisoviétique et qu'il fournissait régulièrement des informations antisoviétiques aux organes de renseignements étrangers ». Les maisons d'éditions et les journaux juifs furent fermés durant l'automne 1948 et en janvier 1949 beaucoup de membres du Comité antifasciste juif et de représentants de l'intelligentsia juive furent arrêtés, (les membres du comité, à l'exception de la biochimiste et médecin Lina Stern, furent fusillés par décision du tribunal en 1952, puis, plus tard, réhabilités à titre posthume). Le 8 février 1949, Staline signa le décret du Politburo sur la dissolution de l'Union des écrivains de Moscou, Kiev et Minsk (il avait été préparé par le secrétaire général de l'union des écrivains, un proche de Staline : Alexandre Fadeïev). Par la suite, de nombreux écrivains juifs furent arrêtés. C'est à cette époque que se déroula la lutte à grande échelle contre le « cosmopolitisme sans racine ». C'est la rédaction de l'article de la Pravda écrit par Staline lui-même : « À propos d'un groupe de critiques de théâtre antipatriotique », qui donna le signal de la campagne le 28 janvier 1949. Ce « groupe antipatriotique» se composait de Juifs, cités nominativement, et dévoilant leur pseudonyme ; la révélation des noms derrière les pseudonymes donna lieu à une campagne particulière. Il s'ensuivit un « nettoyage » qui éloigna tous les Juifs des postes à responsabilité. Parmi les victimes de cette campagne, il faut citer en particulier les philologues Boris Eichenbaum, Viktor Jirmounsky, Mark Azadovsky, Grigori Bialyï, Grigori Goukovskiï (ceux-ci furent chassés de leur travail : quant à Goukovskiï, il fut arrêté et mourut en prison) ; les metteurs en scène : Leonid Trauberg, Sergueï Ioutkevitch, les scénaristes : Evgeniï Gavrilovitch, Michail Bleïman ; ce sont surtout les écrivains juifs qui eurent à souffrir de ces campagnes. L'académicien Alexandre Frumkin fut démis de son poste de directeur de l'Institut de chimie physique pour les erreurs de « nature antipatriotique ». D'autres physiciens juifs célèbres (Vitaly Ginzburg, Lev Landau, et d'autres encore) furent visés par des attaques similaires, mais ils ont été sauvés par l'intervention de Lavrenti Beria. Pour cacher les intentions à l'égard des Juifs l'euphémisme « cosmopolitisme » était utilisé, mais en réalité c'est l'antisémitisme qui se dévoilait derrière ce terme. Ainsi lors d'une réunion de la rédaction du journal Flotte rouge, le capitaine de premier rang Pachenko affirma : «Ainsi comme tout le peuple allemand porte la responsabilité de l'agression hitlérienne, ainsi tout le peuple juif doit supporter la responsabilité des actions des bourgeois cosmopolites»..
Dans le cadre des campagnes antisémites eurent lieu des licenciements massifs de Juifs des entreprises et des institutions. L'ancien Commissaire du peuple dans une usine de véhicules blindés, le Héros du travail socialiste Isaak Zaltsman fut exclu du parti en 1946 et eut les pires difficultés pour retrouver du travail dans une usine de Leningrad.
À partir d'avril 1949, la campagne de presse contre les Juifs s'adoucit, et quelques journalistes antisémites des plus actifs durent abandonner leurs fonctions. Mais le « nettoyage » des Juifs se poursuivit néanmoins. Ainsi 40 Juifs furent licenciés de la rédaction du journal Travail et 60 de l'agence de presse ITAR-TASS. Un autre « nettoyage » eut lieu parmi les dirigeants des oblasts autonomes juifs, accusés de « nationalisme ».
Suivant Howard Fast, en 194 le Comité national du Parti communiste des États-Unis d'Amérique accusa officiellement le Parti communiste de l'Union soviétique (PCUS) d'«actes antisémites révoltants».

### «Affaire des médecins» dite aussi «complot des blouses blanches»
L'« affaire des médecins » connut un grand retentissement. En octobre 1952 Staline décida d'autoriser l'usage de la torture à l'encontre de médecins arrêtés. Staline exigea du ministère de la défense l'exploitation maximale des données quant au caractère sioniste du complot et quant aux liens des comploteurs avec les services américains et anglais à travers l'« American Jewish Joint Distribution Committee » (Joint) (organisation de bienfaisance juive internationale).
Le 1er décembre 1952 Staline expose (dans des enregistrements d'un membre du Praesidium du comité central V.A. Malychef : « Tout Juif nationaliste est un agent américain du renseignement. Les Juifs nationalistes considèrent que les États-Unis ont sauvé leur nation… Il y avait beaucoup de juifs-nationalistes parmi les "blouses blanches" ».
La gigantesque campagne de propagande liée à l'affaire des « blouses blanches », commença le 13 janvier 1953 avec la publication par l'agence ITAR-TASS d'une communication sous le titre « Arrestation d'un groupe de médecins saboteurs ». À la différence des campagnes précédentes contre les « cosmopolites », qui visaient habituellement les Juifs de manière sous-entendue sans que cela n'apparaisse immédiatement, cette fois la propagande désigna immédiatement les Juifs. Le 8 février dans la Pravda fut annoncée la publication d'un feuilleton dont le titre était Les Naïfs et les charlatans, dans lequel les Juifs étaient présentés comme des escrocs. À la suite de cela la presse soviétique s'empara du sujet et publia des articles satiriques consacrés à des personnes réelles ou imaginaires s'occupant de transactions louches et portant toutes des noms, patronyme et nom de famille juifs. Le plus connu des créateurs de ce feuilleton fut Vasili Ardamatskiï qui publia dans la revue Krokodil le 20 mars 1953 Pinia de Jerminka qui fut considéré comme antisémite.
En mars 1953 commencèrent à courir des rumeurs répétées sur la déportation des Juifs vers l'Extrême-Orient, Comme l'écrit Guennadi Kostyrtchenko : « La proportion d'antisémitisme officiel qui existait en URSS au début de 1953, représentait le maximum qui puisse exister dans le système idéologique existant à cette époque ».
Nikolaï Messiatsev, ancien enquêteur dans l'affaire des médecins du ministère de la Défense de l'URSS, chargé de cette affaire par Staline lui-même affirmait :
« Le « complot des blouses blanches » fut découvert sans difficultés particulières. Les auteurs ne se souciaient même pas d'avoir une protection particulière. Ils avaient choisi sans vergogne à partir de l'histoire médicale des patients (congénitale ou développée) des maladies et intervenaient dans une intention criminelle. Voilà ce que font des « ennemis du peuple ». »
Le 2 mars 1953 la campagne de presse antisémite cessa. Tous ceux qui avaient été arrêtés furent libérés le 3 avril et rétablis dans leurs fonctions.

## Position personnelle de Staline
Publiquement, en complète conformité avec la théorie marxiste, Staline faisait des déclarations hostiles à l'antisémitisme, qualifié de « vestige le plus dangereux du cannibalisme » et de « paratonnerre du capitalisme contre les coups des travailleurs ». Mais, en dépit de la tendance constante du Bund de se rapprocher du Parti ouvrier social-démocrate de Russie (surtout de sa fraction la plus radicale, parce qu'elle était internationaliste) et toujours selon la théorie marxiste, il critiquait aussi le particularisme juif selon ses deux aspects : le sionisme « nationaliste bourgeois » et le Bund « social-démocrate réformiste » (ces critiques représentent une partie importante de son livre Le marxisme et la question nationale).
Le 12 janvier 1931 la réponse de Staline à la question de l'agence télégraphique juive américaine fut la suivante :
« Le chauvinisme national et racial est une survivance de mœurs détestables datant de périodes durant lesquelles existait le cannibalisme. L'antisémitisme comme forme extrême du chauvinisme est une dangereuse survivance du cannibalisme. Les exploiteurs utilisent l'antisémitisme comme paratonnerre pour soustraire le capitalisme aux coups des travailleurs. L'antisémitisme est dangereux pour les travailleurs, comme un chemin trompeur, qui les éloigne du droit chemin pour les mener dans la jungle. C'est pourquoi les communistes, comme internationalistes se doivent d'être d'implacables et rester les ennemis jurés de l'antisémitisme. En URSS la loi punit sévèrement l'antisémitisme, comme phénomène profondément contraire au système soviétique. Les antisémites actifs sont punis de peines de mort par les lois de l'URSS.»
Les premières publications dans le journal Pravda no 329 datent seulement du 30 novembre 1936 — c'est-à-dire cinq à six ans après la déclaration de Staline ; mais quand même cinq ans avant le déclenchement officiel en janvier 1942 de la solution finale, c'est-à dire de l'extermination des Juifs par les nazis durant le Troisième Reich. Il fut inclus en 1948 dans le 13e tome du recueil des œuvres de Staline.
En sa qualité de commissaire du peuple aux affaires de nationalités, Staline encouragea la culture juive. En particulier il ne répondit pas à la demande de la Yevsektsia (section juive du parti communiste) de fermer à Moscou le théâtre en hébreu « Habima » («Хабима»).

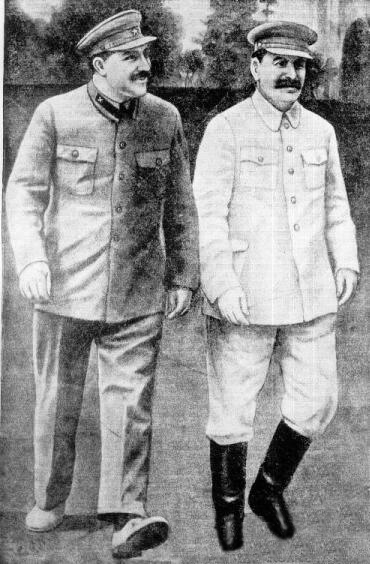
Lazare Kaganovitch (à g.) et J.Staline (à dr.)

Bien que publiquement, Staline ait à maintes reprises émis des opinions condamnant sévèrement l'antisémitisme, l'historien Guennadi Kostyrtchenko pense qu'il était personnellement antisémite et affirme que cela serait confirmé par des témoignages datant d'avant la révolution.
Le thème de son antisémitisme fut abondamment utilisé par les adversaires idéologiques de Staline. Par exemple, Trotsky considérait comme une provocation volontairement ambigüe la remarque suivante de Staline : « Nous luttons contre Léon Trotski, Grigori Zinoviev et Lev Kamenev non parce qu'ils sont juifs, mais parce que ce sont des opposants », amalgamant ainsi la judéité et l'opposition. Peut-être répondait-il à l'accusation. Staline avait fait un temps front au côté même de Zinoviev et de Kamenev contre Trotsky. L'encyclopédie juive électronique cite l'affirmation du social-démocrate Nikolaï Valentinov suivant laquelle Alexeï Rykov dans une conversation s'était indigné de l'antisémitisme de Staline, qui lui avait affirmé : « Nous avons nettoyé le Politburo de tous les Juifs ». L'ancien secrétaire de Staline, Boris Bajanov, qui est passé à l'Ouest par la suite, affirmait que Staline avait une réputation d'antisémite dans le parti déjà à l'époque de la guerre civile. Boris Bajanov affirme qu’en sa présence, Staline s'était exprimé à propos d'un des membres des Jeunesses communistes en disant : « Qu'est-ce que ce jidionok » (petit juif) « galeux s'imagine ? ».
Nikita Khrouchtchev accusa Staline d'antisémitisme dissimulé : « Quand dans son entourage on lui parlait d'un Juif », écrit-il, « il s'exprimait toujours en prononçant de manière caricaturale et exagérée, comme le font, dans la vie courante, les imbéciles qui dédaignent les juifs et font semblant de mal parler russe, ou repèrent quelques traits négatifs chez les Juifs ». Toujours selon Khrouchtchev, quand se pose un problème dans une usine de Moscou, à l'origine duquel se trouvaient des Juifs, Staline lui dit : « Il faut organiser un travail nécessitant de la force physique, et puis qu'ils avancent, qu'ils prennent ces poutres de chêne en main, sinon qu'on les batte ces Juifs ».
Selon les affirmations de Władysław Anders, en 1941, à l'époque des négociations avec les représentants polonais (le premier ministre Władysław Sikorski et le général V. Anderson) au sujet d'armes à fournir à la résistance juive polonaise, Staline, qui rechignait à aider d'autres résistants que les communistes de l'Armia Ludowa, affirma à deux reprises : « les Juifs font de mauvais soldats ».
La fille de Staline, Svetlana Allilouïeva, affirme que son père lui disait : « Toutes les anciennes générations ont été contaminées par le sionisme, mais ils l'enseignent aussi aux jeunes… ils ont abandonné ton mari » (en mai 1947 Svetlana Staline à la demande de son père divorça de son mari juif, Grigori Morozov). Elle pense que la méfiance de son père à l'égard des juifs date de l'époque de sa lutte contre l'opposition dans le Parti.
Ivan Solonevitch explique ainsi les coups portés par Staline et la direction du parti aux juifs soviétiques :
« La première période de défaite du trotskysme et des autres opposants, les premiers pas sur le chemin de la collectivisation furent marqués par un coup porté au judaïsme. Dans les différents syndicats professionnels dont j'ai déjà parlé et que je connais parfaitement, les uns après les autres, les présidents juifs furent exclus et des non-juifs furent nommés à leur place, et en priorité des non-juifs russes. Les Juifs de Moscou commencèrent à parler de l'antisémitisme de Staline ouvertement comme ils en parlent actuellement. Mais il me semble que le problème n'était pas dans l'antisémitisme stalinien, pour autant qu'il eût existé. Le problème était que dans un pays sinistré, soumis à la violence, pour son « paradis socialiste » Staline voulait mettre en place des imbéciles. Je n'emploie pas ce mot pour les insulter mais comme définissant la qualité de ces personnes. Il fallait choisir entre des brigands ayant du caractère ou des gens sans cervelle qui ne seraient que des marionnettes dans les mains de l'appareil du parti tout puissant. 
Personne parmi les intellectuels ne convenait, ne fût-ce qu'un tant soit peu, pour les fonctions. Les Juifs, qui dirigeaient dans les syndicats, étaient des gens plus ou moins intelligents, mais voilà qu'ils sont chassés de leurs postes »
En sens contraire Lilly Marcou relève cependant que pendant la Seconde Guerre mondiale Staline donna des ordres d'évacuation des populations juives des zones attaquées par les nazis vers l'Oural, le Kazakhstan et les républiques d'Asie centrale et que cet antisémitisme du personnage relève d'interprétations ou de témoignages formulés après sa mort. Après 1945 il persécuta le nationalisme juif, comme n'importe quel autre nationalisme. Plus radical Domenico Losurdo relève que la déclaration de Staline en janvier 1931 à l'Agence Télégraphique Juive Internationale reflète d'autant mieux son aversion personnelle pour l'antisémitisme qu'elle anticipe l'arrivée au pouvoir des nazis et la menace militaire qu'ils feront peser sur l'URSS.

## Après la mort de Staline
Après la mort de Staline, son successeur Nikita Khrouchtchev renonce à ses méthodes féroces mais pas à l'antisémitisme. Toutes les interdictions d'employer des Juifs à des postes supérieurs ou moyens sont maintenues, sinon renforcées.  
Les dirigeants soviétiques commencent mettre en exergue la proportion de Juifs occupant des métiers intellectuels, qui était beaucoup plus importante que pour les autres tranches de la population. La ministre de la Culture soviétique, Ekaterina Fourtseva, affirma publiquement que la proportion de Juifs étudiants devait être la même que celle des Juifs mineurs. Au début des années 1960, apparurent une série de mesures appelées le processus économique, contre la criminalité économique. On se mit à arrêter des entrepreneurs clandestins dans tout le pays. La majorité des personnes condamnées à mort pour de telles activités étaient surtout des Juifs. Or ceux-ci ne représentaient que 1 % de la population. Evgueni Evtouchenko et Dmitri Chostakovitch firent l'objet d'attaques à cause de leur lutte contre l'antisémitisme (supposé inexistant par le pouvoir) à propos du massacre de Babi Yar, modèle de silence officiel sur un évènement majeur de la Shoah.
Dans les livres contre la religion, les Juifs, comme dans la pure tradition nazie, étaient présentés comme des ennemis de l'humanité. En 1963, avec son livre Judaïsme sans fard, Trofime Kitchko provoqua une telle réaction dans le monde que le Comité central du Parti communiste d'Union soviétique publia dans la Pravda du 4 avril 1964 les conclusions suivantes : « L'auteur du livre et les auteurs des préfaces ont interprété erronément quelques problèmes concernant l'apparition et le développement de cette religion (judaïsme)… quelques propositions erronées et des illustrations peuvent blesser les sentiments de croyants et être interprétées comme des manifestations d'antisémitisme… ».

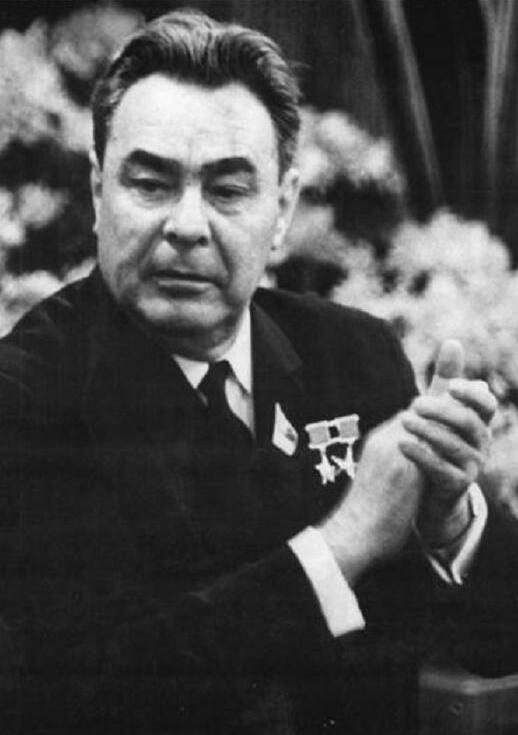
Leonid Brejnev en 1967.

Le successeur de Khrouchtchev en 1964, Leonid Brejnev, poursuit cette politique antisémite en lui donnant les habits de l'antisionisme. Brejnev mise en effet sur des régimes arabes prosoviétiques dits progressistes dans le but de miner l'influence de l'Occident sur le tiers-monde. Or, en juin 1967, lors de la guerre des Six Jours, les armées arabes, formées par des instructeurs soviétiques, équipées d'armement soviétique, subissent une défaite foudroyante face à Israël. La réputation soviétique est torpillée et les dirigeants du Kremlin entament une violente croisade antisioniste. Selon Eitan Finkelstein, la défaite des pays arabes fit toutefois considérer les vainqueurs israéliens avec respect par une partie de la population soviétique. Face à l'émigration juive des années 1970-1980 et à la participation des Juifs à la dissidence des années 1960-1980, l'homme de la rue adopta une attitude un peu plus compréhensive à leur égard, voyant en eux des gens capables d'agir contre la volonté du pouvoir soviétique
Un grand nombre de Juifs soviétiques (les Refuzniki ) introduisaient des demandes de visas d'émigration pour quitter l'Union soviétique, en particulier après cette guerre des Six Jours de 1967. Certains sont autorisés à partir, mais beaucoup essuient des refus, soit instantanément, soit par le biais d'une attente interminable de traitement de leur dossier par l'OVIR, le département du ministère de l'Intérieur, responsable de la délivrance des visas de sortie. 
Dans un article publié dans une revue, le chef des renseignements roumains Ion Mihai Pacepa (qui avait trahi Ceaușescu et s'était réfugié aux États-Unis) affirme que le président du KGB Iouri Vladimirovitch Andropov recommandait d'« attiser parmi les populations arabes la haine contre les Juifs selon le modèle allemand, en répandant la thèse de propagande selon laquelle les États-Unis et Israël étaient des États impérialistes entièrement contrôlés par de riches Juifs ».
Après la rupture des relations diplomatiques de l'URSS avec Israël eut lieu une grande campagne de lutte idéologique contre le sionisme. En pratique, elle se transforma souvent en de l'antisémitisme. En particulier, le nombre de Juifs entrant dans les écoles les plus prestigieuses fut restreint, mais aussi celui des Juifs dans les tribunaux, des Juifs qui travaillaient à l'étranger ou qui travaillaient en contact avec des étrangers. En 1972 se tient à Paris un procès, sur requête de la Ligue internationale pour la lutte contre le racisme, durant lequel il fut établi que la revue URSS, éditée par les ambassades soviétiques à Paris, Londres et Rome, avait publié un article qui était la copie fidèle de la brochure antisémite « Union populaire russe Michael Archangel », parue en 1906 à Saint-Petersbourg, avec comme sous-titre « De l'impossibilité d'accorder des droits civiques aux Juifs ».
Les années de direction des émissions télévisées soviétiques par Sergueï Lapine sont aussi connues comme une période antisémite de l'histoire des services centraux télévisuels du pays. Les émissions cessèrent de présenter des réalisateurs et présentateurs tels que Vadim Moulerman, Valeriï Obodzinskiï, Maïa Kristalinskaia, Anna Védichtchéva, Larissa Mondrousse, Émile Goroviets et Nina Brodskaïa,.
Les Juifs qui s'enfuyaient d'URSS vers d'autres pays étaient accusés de « trahison ». Par exemple Michael Grabskiï, héros de l'Union soviétique, se vit enlever ce titre et privé de toutes les décorations nationales qu'il avait reçues. La liste des Héros de l'URSS ne reprend pas les noms de Volface Leïbovitch, Mile Felzensteine et Kalmanis Chourasse ; ce noms ne figurent ainsi pas dans l'ouvrage de référence en deux tomes sur les « Héros de l'Union soviétique » rédigé par le général Ivan Chkadov en 1987—1988.
Lors de la réunion du Politburo du Comité central du Parti communiste du 29 août 1985, au cours de l'examen de la question posée par l'académicien Andreï Sakharov le chef du KGB Victor Tchebricov fit remarquer que la conduite de Sakaharov était influencée par son épouse, Elena Bonner. Cette dernière était d'origine juive. Le secrétaire général Mikhaïl Gorbatchev répondit : « Voilà ce que c'est le sionisme ! ».
Au début de l'année 1988, il est à noter que durant les quarante années précédentes, depuis 1948, 300 000 Juifs environ avaient quitté l'URSS. Suivant les enquêtes officielles, bien que les raisons de départ fussent variées, dans la plupart des cas il y en avait une : ces Juifs étaient victimes de la « propagande sioniste ». Le journal Pravda écrivait : « Un homme attiré par la foi sioniste, devient automatiquement un agent du sionisme international et par conséquent un ennemi du peuple soviétique ».
En 1988, des menaces anonymes de nature antisémite furent envoyées à des personnalités de la communauté juive de Leningrad. Cela suscita un tollé après lequel l'auteur fut identifié et traduit en justice. L'incident est connu comme l'« affaire Norinska ».
Entre 1989 et 2000, au moment et après la chute de l'URSS, a lieu un départ massif des Juifs de Russie : environ un million de personnes

## Souvenir de la Shoah
Après la guerre toutes les tentatives de perpétuer la mémoire des Juifs tués en utilisant des symboles religieux nationaux fut durement réprimée. Comme l'écrit l'historien Oleg Bounditskiï pour l'Ukraine : « les autorités ont menacé de raser tous les obélisques sur lesquels l'étoile de David ne serait pas remplacée par l'étoile soviétique à cinq branches ».
À Odessa, sept initiateurs d'un rassemblement du souvenir furent condamnés à 8-10 ans de camps pour création d'« organisation antisoviétique et nationaliste ».
Des problèmes analogues se posèrent en Biélorussie, où un inventeur qui avait mis au point des moteurs pour le tank T-34, Vladimir Itzakovitch Foundator, perdit son travail pour avoir voulu organiser un comité d'édification d'un monument du souvenir dans le village de Tcherven, où ses parents étaient morts.

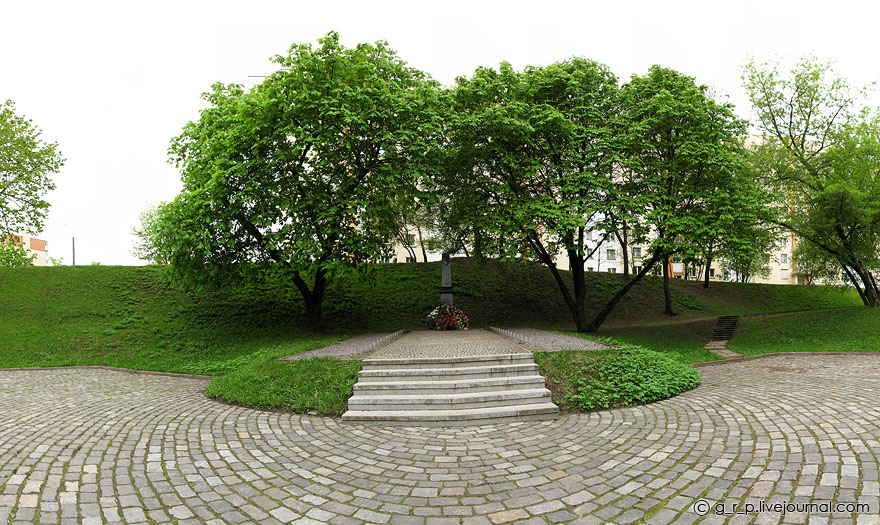
9 mai 2010 Minsk 059/Mémorial aux victimes juives Yama

À Minsk, au mémorial des victimes juives « Yama », dans les années 1970-1980, chaque année, le 9 mai (jour anniversaire de la victoire dans l'ex-URSS) des tentatives étaient faites pour déposer des couronnes de fleurs devant le monument. Au début des années 1980, un 9 mai, dans la matinée, au monument de « Yama » des camions avaient été équipés de générateurs pour pouvoir diffuser, au milieu du rassemblement, par haut-parleurs de la musique insupportable à haut débit. Bien entendu c'étaient des chants de compositeurs soviétiques. Même à quelques dizaines de mètres de distance de ces véhicules, il n'était pas possible de rester et bien sûr de parler. Une foule de plusieurs milliers de personnes se déplaça : les vieux partirent et les jeunes cherchèrent d'autres endroits.
Le 10 avril 1948, un arrêté du Politburo du Comité central du Parti communiste fut édicté, afin de refuser les propositions émises par le Soviet pour les affaires des cultes religieux au sein du Conseil des ministres de l'URSS, à propos du voyage en Pologne d'une délégation juive de la communauté de Moscou et de Kiev. Ce voyage était organisé dans le cadre d'une réunion pour le 5e anniversaire du soulèvement du ghetto de Varsovie.
En Biélorussie, l'action des partisans juifs et des maquisards pendant la Grande Guerre patriotique fut passée sous silence. En particulier dans le manuel officiel Les détachements de partisans durant la Grande Guerre patriotique, édité en 1983 par l'Institut d'histoire de la patrie, qui ne fait pas allusion au détachement des Partisans Bielski et à son chef Touvia Bielski, le frère aîné de la famille Bielski. De même, les membres juifs des autres mouvements de partisans étaient « perdus » dans la rubrique « autres nationalités »,.
Dans le tome 8 de l'Encyclopédie biélorusse soviétique sont cités dans un article sur les partisans : les géorgiens, arméniens, tatares, adyghéens, yakoutes. En revanche, les dizaines de milliers de partisans juifs ne sont pas cités.
Sur les monuments aux victimes de la Shoah, à la place du mot « juif » on écrivait « victimes pacifiques » ou « citoyens soviétiques ».
En 1964 dans l'édition de « La jeune garde » sortit le récit documentaire de V. R. Tomina et A. G. Sinelnikova Retour indésirable sur le camp de la mort nazi de « Sobibor », dans lequel furent exterminés presque exclusivement des Juifs — le mot « juif » n'étant pas une seule fois cité dans une seule page du livre.
Ce n'est qu'en 2008 que les autorités biélorusses ont officiellement reconnu que les nazis, le 26 octobre 1941, avaient tués la combattante clandestine de Minsk Macha Brouskina, soit 67 ans après l'évènement, alors que dans les années d'occupation soviétiques, les journalistes qui avaient publié des informations à ce sujet dans la presse avaient été harcelés par les autorités.

## La lutte contre l'antisémitisme en URSS
Dans les bibliothèques soviétiques, la littérature antisémite étaient placée dans les rayons censurés pour les utilisateurs ordinaires, quand ils n'étaient pas détruits.

## Appréciations et opinions
Guennadi Kostyrtchenko estime que la société russe peut être considérée comme malade de l'antisémitisme, et considère que « menée en URSS pendant des décennies, la politique tacite de l'antisémitisme a causé des dommages importants, non seulement aux citoyens d'origine juive, mais à toute la société et à l'État ».
L’ambassadeur d'Israël en URSS Arie Lévine écrivait en 2006 :
« Bien sûr, je ne m'attendais pas à rencontrer en URSS une telle hostilité contre les Israéliens et les Juifs. J'ai ressenti sur moi l'énorme, le profond antisémitisme que les Juifs ont connu dans l'Union... lorsque j'ai rencontré les écrivains, les journalistes, les acteurs, les artistes, on les sentait comme profondément enraciné dans leur aversion pour Israël et les Juifs... Il est impossible d'éradiquer cela, cela vient de la littérature, de l'éducation.
Mais pour devenir une menace pour les Juifs, il suffit que l'antisémitisme ait le soutien du gouvernement. C'était ainsi au début du siècle dernier, lorsque l'ensemble de la Russie connaissait des pogroms. C'était comme cela à l'époque de Staline, qui n'avait fait qu'ouvrir la porte à l'antisémitisme. Si le gouvernement russe ne soutient pas l'antisémitisme, il restera au niveau le plus bas où il se trouve aujourd'hui.
Avec la perestroïka de Gorbatchev est réapparue la crainte d'une nouvelle vague d'antisémitisme. L'antisémitisme est une maladie capable de réapparaître durant des périodes de grands changements. Les gens recherchaient bien entendu de meilleures conditions de vie. Et il est vrai que tous ne les trouvèrent pas.
 »